# Destiny (jogo eletrônico)
Destiny é um jogo eletrônico online de tiro em primeira pessoa, jogado num mundo aberto e persistente num ambiente "mítico de ficção científica". Foi produzido pela Bungie e publicado pela Activision como parte de um acordo de publicação de dez anos entre as duas empresas. Destiny foi publicado a 9 de Setembro de 2014 para PlayStation 4 e Xbox One. Uma versão beta esteve aberta entre 10 e 20 de Julho de 2011 e teve a participação de mais de 1,6 milhões de jogadores.
A história de Destiny decorre num período de setecentos anos no futuro, num ambiente pós-apocalíptico, num universo onde os humanos se espalharam e começaram a colonizar planetas no Sistema Solar. Um evento conhecido como "o Colapso" fez as colónias desaparecerem misteriosamente, pondo um fim à chamada Era Dourada, e colocando a humanidade muito perto da extinção. O jogador tem o papel de um dos Guardiões, os últimos defensores da humanidade, destinados a proteger a última cidade na Terra.
A Bungie realça que o universo de Destiny é "vivo" em que os eventos podem acontecer no jogo sem serem necessariamente controlados pelos produtores, tal cria uma experiência dinâmica na produção para a Bungie e uma experiência de jogo dinâmica para os jogadores. O estilo do jogo tem sido descrito como um first person shooter sempre online que incorpora elementos de jogos em massively multiplayer online (MMO). No entanto a empresa tem o evitado definir como um jogo em estilo com os tradicionais MMO, mas sim um "shooter de mundo-compartilhado". Tanto os jogadores como muitos jornalistas da especialidade fizeram notar que o anúncio de Destiny criou uma antecipação significativa na indústria dos videojogos, isto por ser a nova propriedade intelectual da empresa criadora da popular série Halo. Com um marketing intenso, foi um dos jogos mais aguardados do ano, com um orçamento de cerca de $500 milhões, ultrapassando na altura Grand Theft Auto V como o jogo mais dispendioso de sempre.
Destiny teve uma recepção variada por parte dos críticos. Enquanto a qualidade dos gráficos, a jogabilidade e a banda sonora foram muito elogiados, recebeu muitas críticas por as missões terem uma estrutura muito repetitiva e pelo enredo, descrito como muito pobre e vago. Nos sites de críticas agregadas GameRankings e Metacritic detém uma média de 76.83% e 76/100 para a versão PlayStation 4 e de 78.55% e 75/100 para a versão Xbox One, respectivamente. Dois dias depois de Destiny ser editado, a Activision revelou que o jogo teve o maior número de vendas de sempre em formato digital durante o primeiro dia e o lançamento mais bem sucedido para uma nova propriedade intelectual de videojogos. Destiny ganhou o prémio de "Melhor Jogo" nos BAFTA de 2015. Em Maio de 2015, a Activision revelou que mais de 20 milhões de pessoas já jogaram Destiny. A sequela, Destiny 2, foi lançada em 6 de setembro de 2017.

## Jogabilidade

Os jogadores podem em qualquer altura usar o Ghost, um pequeno robot controlado pela IA que pode ser usado para várias acções incluindo na navegação, para aceder a sistemas informáticos, localizar missões ou fazer aparecer o veículo Sparrow.

A Bungie realçou que o universo de Destiny é "vivo", jogado em mundo aberto e persistente num ambiente "mítico de ficção cientifica". Os eventos podem acontecer no jogo sem serem necessariamente controlados pelos produtores, criando uma experiência dinâmica na produção para a Bungie e uma experiência de jogo dinâmica para os jogadores. O estilo do jogo tem sido descrito como um first person shooter sempre online que incorpora elementos de jogos em massively multiplayer online (MMO). No entanto a Bungie tem evitado definir Destiny como um jogo em estilo com os tradicionais MMO, mas sim como um "shooter de mundo-compartilhado," porque tem em falta muitas das características de um jogo MMO tradicional. Por exemplo, em vez de os jogadores serem capazes de ver e interagir com todos os outros jogadores no jogo ou num servidor específico — como em muitos dos MMO convencionais — Destiny cria jogos no imediato, permitindo aos jogadores ver e interagir apenas com outros jogadores com quem estão "combinados" pelo jogo.
Destiny é um jogo "sempre online" mas os jogadores podem completá-lo sozinhos (apesar de conteúdo como as "Raids" e as "Strikes" requerem que seja jogado com outros jogadores), ou podem fazer uma equipa (fire-team) de até três jogadores. Por exemplo, as missões "Strike" consistem num grupo de três jogadores que têm de limpar uma zona culminando num combate com um chefe. Estas missões têm normalmente maior dificuldade mas os jogadores são recompensados com vários itens (armas, armadura, etc.) para usar no seu Guardião. Outros jogadores podem entrar de uma maneira fluída no jogo para ajudar o jogador a explorar ou combater. Existem vários modos multijogador como Control, Rumble, Skirmish e Clash e eventos públicos, que são actualizados frequentemente como Salvage, Vault of Glass, Iron Banner e Queen's Wrath.
Os jogadores têm a oportunidade de criar um personagem, escolhendo tanto a raça como a classe. Ao contrário da raça, a escolha da classe tem um efeito enorme sobre a forma como Destiny é jogado e na progressão do personagem. Cada classe tem o seu próprio 'foco', uma habilidade especial que pode ser usada em missões cooperativas e em torneios competitivos. Estas habilidades podem ser ofensivas, defensivas ou melhorias na equipa de três homens do jogador. A mais eficiente habilidade destes focos é a 'super', um movimento especifico que um Guardião pode usar em batalha. Cada super pode ser melhorada. Também há a possibilidade de se aceder à "Torre", um local social visto na terceira pessoa que pode servir como ponto de encontro, vender, comprar ou armazenar itens e recolher recompensas.
Os Guardiões são acompanhados pelo Ghost, um pequeno robot controlado pela inteligência artificial. O Ghost é usado para várias acções incluindo na navegação, para aceder a sistemas informáticos (hack), para iluminar áreas escuras, para localizar missões ou fazer aparecer o Sparrow, um veículo personalizável sem armas que permite deslocações rápidas pelo mapa de Destiny.[carece de fontes?]
Está disponível para os sistemas Android e iOS a "Destiny Companion", uma aplicação móvel que permite manter os jogadores informados sobre novas missões e sobre o que os seus amigos estão a fazer no jogo. Também se pode consultar estáticas, explorar a "Torre", catalogar descobertas e desbloquear outros benefícios para o jogo,

## Sinopse

### Cenário
| “ | Tudo mudou com a chegada do Viajante. Marcou a Era Dourada quando a nossa civilização se espalhava pelo Sistema Solar, mas não durou muito. Algo nos atingiu. Os sobreviventes criaram uma cidade por baixo do Viajante, e começaram a explorar os nossos mundos antigos, apenas para encontrarem inimigos mortais. Tu és o Guardião da última cidade segura na Terra, capaz de exercer um enorme poder. Defende a Cidade. Derrota os nossos inimigos. Reclama o que perdemos. Fracassa e a última luz da nossa civilização irá se apagar. Seja bravo." | ” |
Descrição oficial da Bungie.
Destiny decorre num período de setecentos anos no futuro, num ambiente pós-apocalíptico, depois de um enorme período de prosperidade na exploração, paz e de avanços tecnológicos; tal período ficou conhecido como a Era Dourada. Num universo onde os humanos se espalharam e começaram a colonizar planetas no Sistema Solar, um evento conhecido como "o Colapso" fez as colónias desaparecerem misteriosamente, pondo um fim à Era Dourada, e colocando a humanidade muito perto da extinção. Os únicos sobreviventes conhecidos do Colapso vivem na Terra, salvos pelo "Viajante": um corpo celestial branco e esférico, cuja aparição tem séculos, ainda antes de ser permitido aos humanos alcançar as estrelas. "O Viajante" agora flutua sobre a única cidade humana existente, e a sua presença permite aos "Guardiões da Cidade" — os últimos defensores da raça humana — a habilidade de ter um poder conhecido apenas como "A Luz".
Após a primeira tentativa da humanidade de repovoar e reconstruir após o colapso, descobriu-se que as raças alienígenas hostis têm ocupado as ex-colónias e civilizações da humanidade e estão agora a tentar invadir a Cidade. O jogador assume o papel de um Guardião da Cidade, e é encarregue de investigar e destruir essas ameaças antes que a humanidade fique completamente exterminada.

### Personagens
Destiny centra-se ao redor da história dos Guardiões, os últimos defensores da humanidade, destinados a proteger a última cidade na Terra. Os Guardiões estão divididos em três raças distintas: Humanos, Despertos e Exos. Os Humanos são descritos como sendo relacionáveis, resistentes e descomplicados. A Bungie inspirou-se nos militares, nos atletas profissionais e nos heróis de acção para criar a raça Humana. Os Despertos são descritos como exóticos, lindos e misteriosos e foram inspirados em elfos, vampiros, fantasmas e anjos. Os Exos são descritos como sinistros, poderosos e incansáveis. Os Exos foram inspirados nos mortos-vivos, em Master Chief de Halo e no personagem título de The Terminator.
Os jogadores também podem escolher uma "classe" juntamente com a raça. Existem três classes em  Destiny: Hunters (caçadores), Warlocks (feiticeiro) e Titans (titãs). Os Hunters são uma classe baseada em reconhecimento, pretendendo ser uma reminiscência do clássico "caçador de recompensas". Bungie usou como influências Han Solo de Star Wars e personagens de filmes clássicos western, como por exemplo o Pistoleiro sem Nome, interpretado por Clint Eastwood. Os Warlocks combinam armas com os poderes especiais do "Viajante", e são uma espécie de "bruxos do espaço". A classe Warlock é influenciada pelos Jedi Knights da série Star Wars, Gandalf da série O Senhor dos Anéis e Morpheus dos filmes The Matrix. os Titans, que usam armas pesadas e ataques de corpo a corpo têm a intenção de ser reminiscentes do clássico "soldado do futuro". Os Titans foram inspirados no personagem Master Chief da série Halo, os Stormtroopers de Star Wars e outros "militares espaciais" da ficção científica. Os jogadores são acompanhados por Ghosts, um robot com voz de Peter Dinklage, mais tarde também interpretado por Nolan North. Os personagens são uma combinação das raças dos Guardiões com as classes.
Existem quatro espécies de inimigos: Cabais, Decaídos, Colmeia e os Vex. Os Cabais são uma raça de humanóides gigantes bípedes que dominam Marte. O seu império é um complexo que combina indústria e meios militares. São caracterizados pelo seu tamanho enorme desde os soldados, o equipamento e os seus veículos; os Decaídos são uma raça humanóide nômade, bípedes de quatro braços armados. São piratas e mercenários presentes em todos as localidades do jogo; a Colmeia é uma raça ancestral que viaja pelo Universo exterminando tudo que encontra pela frente, e são encontrados na Terra e na Lua. Têm estado escondidos e silenciosos durante séculos, juntamente com os seus terríveis e sombrios segredos, enquanto crescem cada vez mais fortes. Os Vex são uma espécie alienígena parcialmente robótica que viaja no tempo. Encontrados majoritariamente em Vênus, os Vex lançam ondas intermináveis de exércitos de metal em direção às civilizações humanas numa jornada enigmática para a dominação. Apesar de todas as raças serem hostis para com o jogador, elas também se atacam entre si para deterem o domínio do planeta.

## Desenvolvimento
Algumas ideias para o desenvolvimento de Destiny foram exibidas no documentário do 20º aniversário da Bungie, O Brave New World. O nome "Tiger" foi usado inicialmente, mas informações recentes informam que o nome do novo projeto é "Destiny". O nome "Tiger" foi apresentado por Jason Jones no documentário. Ele disse no vídeo, "Uma das razões de Tiger ser tão intrigante para tantas pessoas no estúdio é que está alcançando os jogadores de uma maneira que nunca vimos antes." O produtor executivo Joseph Tung também adicionou, "Acredito que será algo que mudará os jogos de uma forma como Halo também o fez." O jogo mais tarde ficou conhecido pelo nome de produção Destiny.
A 21 de Maio de 2012 foi publicado um contrato entre a Bungie e a Activision pelo Los Angeles Times. o contrato servia inicialmente como prova da queixa da Activision contra os ex-empregados da Infinity Ward Jason West e Vincent Zampella, mas mais tarde retirado pelo juiz encarregue do caso. O contrato mostrava as directrizes de um acordo entre a  Bungie e a Activision no sentido de produzir e publicar, respectivamente, quatro jogos Destiny, com o primeiro a ser editado no segundo ou terceiro quarto de 2014.
Em 27 de novembro de 2012, a IGN revelou detalhes da estória e arte conceitual de Destiny, vazadas de um documento preparado por uma agência de publicidade. Mais tarde no mesmo dia, Bungie complementou a fuga de informação colocando uma imagem do jogo no sua página oficial, enquanto expressava arrependimento por terem aparecido detalhes sobre Destiny antes do previsto. Ao descrever Destiny, o escritor da Bungie Joseph Staten disse: "Nós nos sentimos responsáveis não apenas por contar uma estória isolada, mas por construir um universo que em algum ponto irá tornar-se mais dos fãs do que nosso. Algo que terá uma vida própria." A 17 de Fevereiro de 2013, a Bungie lançou um documentário em vídeo revelando mais informação sobre Destiny e algumas das ideias chave por detrás do jogo, incluindo a filosofia da companhia dos "sete pilares", identificando os sete elementos da produção que adoptaram para tornar o jogo o mais apetecível possível a uma vasta audiência, dando uma ênfase particular ao tornar o jogo acessível ao jogador casual, jogadores novatos e fãs do género.
O jogo foi confirmado primeiro para PlayStation 4 e PlayStation 3 durante o evento de revelação da PS4 a 20 de Fevereiro de 2013. Também foi dito que as versões PlayStation tinham conteúdo exclusivo. Mais tarde foi confirmado que o jogo também seria editado para Xbox 360 e Xbox One. Meses depois, em Junho, foi dada uma demonstração durante a conferencia de imprensa da Sony na E3 2013.
Também foram revelados planos para incorporar média social em Destiny, permitindo aos jogadores manterem-se ligados uns aos outros mesmo quando estão offline. Como o universo em-jogo está num estado de mudança perpétua, a Bungie explorou o potencial de se usar uma aplicação móvel para manter os jogadores informados sobre novas missões e sobre o que os seus amigos estão a fazer no jogo.
A 28 de Abril de 2014, a Bungie anunciou via Twitter que a plataforma base para a produção era a PlayStation 4. De acordo com o CEO da Activision, Robert A. Kotick, o orçamento para o marketing e produção de Destiny é de $500 milhões, o que ultrapassa Grand Theft Auto V como o jogo mais dispendioso de sempre, no entanto, tal foi subsequentemente negado por Pete Parsons da Bungie, que numa entrevista disse que o preço de produção do jogo não chega nem perto do valor estimado.
A Sony Computer Entertainment anunciou que Destiny é um exclusivo PlayStation no Japão. A 23 de Agosto de 2014, a Bungie e a Activision confirmaram que Destiny estava na fase ouro, significando que a produção tinha terminado e que o jogo estava pronto para ser editado.

### Tecnologia
Destiny incorpora um novo motor de jogo que permite que iluminações globais e luzes dinâmicas em tempo real ocorram juntos. Uma inovação na tecnologia da Bungie, que foi a espinha dorsal no sistema criação de jogos online na série Halo, permitindo criar melhores jogos e fazer uma experiência mais natural no multijogador, tanto nos modos cooperativos como nos competitivos.

### Versõesalphaebeta
A 31 de fevereiro de 2013, a Bungie e a Activision anunciaram que os jogadores que pré-reservaram Destiny receberiam um código de nove dígitos para ganharam acesso à versão beta. Adicionalmente alguns códigos foram enviados aleatoriamente nos sites sociais Facebook e Twitter no final do mesmo mês. Na Electronic Entertainment Expo 2014, a 9 de Junho, a Bungie anunciou a versão alpha do jogo para PlayStation 4, que esteve aberta de 12 a 16 de Junho. Também foi revelada a versão beta que esteve aberta para as plataformas PlayStation a partir de 17 de Julho de 2014, e a 23 de Julho para as consolas Xbox, com final a 27 do mesmo mês. Um dos objectivos da Bungie era fazer com que Destiny tivesse uma resolução nativa de 1080p tanto na Xbox One como na PlayStation 4, no entanto foi confirmado que a versão beta para Xbox One não teve essa resolução, apenas a terá no lançamento oficial do jogo. Já a versão PS4 da beta correu a 1080p. A Activision referiu que a beta de Destiny teve a participação de mais de 4,6 milhões de jogadores.

## Música
A banda sonora foi composta por Martin O'Donnell com contribuições de Michael Salvatori, C. Paul Johnson e Paul McCartney. Editada digitalmente a 26 de Setembro de 2014 a banda sonora contém 44 canções instrumentais do jogo. Em adição, McCartney escreveu e desempenhou a canção do fim do jogo, "Hope for the Future". A canção foi mais tarde editada pelo músico no iTunes.

### Produção
No início da produção de Destiny, O'Donnell foi contactado por Pete Parsons (actual chefe de operações da Bungie), para começar a escrever a música do jogo. Na altura, Destiny ainda estava na infância, e faltava material para O'Donnell dar-lhe música, ao invés disso, O'Donnell compôs apenas sobre as ideias do jogo, as suas histórias e arte. Em Fevereiro de 2013 mais de 50mns já tinham sido gravados, com uma orquestra de 106 pessoas nos estúdios Abbey Road em Londres. O'Donnell deu à Bungie as composições inicias da banda sonora na esperança de lhes servir como inspiração para produzirem o jogo. Ao contrário das músicas de 2-3 minutos encontradas na franquia Halo, Martin referiu que a banda sonora de Destiny não tem restrições de tempo, com as peças a durar "o tempo que for necessário". O'Donnell colaborou com Paul McCartney durante cerca de dois anos, misturando ideias, amostras de melodias e temas.
A 11 de Abril de 2014, antes do lançamento da banda sonora, os directores da Bungie terminaram a ligação de Martin O'Donnell à empresa sem justa causa. Destiny foi assim o último trabalho de Martin O'Donnell para a empresa, depois de anos a compor para a série Halo, assim como outros jogos antes. Tal levantou preocupações se iria afectar o jogo, no entanto Pete Parsons afirmou que o trabalho de Martin no jogo já estava completo e que iria aparecer no produto final.

### Lista de faixas
Todas as faixas escritas e compostas por Martin O'Donnell, Michael Salvatori, C. Paul Johnson, & Paul McCartney. 
| Destiny (Original Soundtrack) |                              |         |  |
| N.º                           | Título                       | Duração |  |
| 1.                            | "The Traveler"               | 2:30    |  |
| 2.                            | "The Fallen"                 | 4:37    |  |
| 3.                            | "Excerpt from the Hope"      | 2:16    |  |
| 4.                            | "Excerpt from the Ecstasy"   | 2:10    |  |
| 5.                            | "The Warmind"                | 2:09    |  |
| 6.                            | "Guardian"                   | 2:08    |  |
| 7.                            | "The Tower"                  | 1:20    |  |
| 8.                            | "The Last Array"             | 6:57    |  |
| 9.                            | "The Collapse"               | 1:33    |  |
| 10.                           | "The Journey Home"           | 3:09    |  |
| 11.                           | "First Challenge"            | 3:46    |  |
| 12.                           | "Prey"                       | 2:13    |  |
| 13.                           | "Tranquility"                | 5:09    |  |
| 14.                           | "The Great Unknown"          | 1:35    |  |
| 15.                           | "Excerpt 1 of the Rose"      | 1:23    |  |
| 16.                           | "Excerpt of the Tribulation" | 2:15    |  |
| 17.                           | "Guardians Lost"             | 3:50    |  |
| 18.                           | "Relic of Hope"              | 2:14    |  |
| 19.                           | "Departure"                  | 2:01    |  |
| 20.                           | "Lost Horizons"              | 1:09    |  |
| 21.                           | "Reborn"                     | 3:35    |  |
| 22.                           | "Sepiks Prime"               | 4:14    |  |
| 23.                           | "Traveler's Promise"         | 1:56    |  |
| 24.                           | "Deconstruction"             | 1:42    |  |
| 25.                           | "Excerpt from the Ruin"      | 1:36    |  |
| 26.                           | "Untold Legends"             | 3:34    |  |
| 27.                           | "Cabal Stomp"                | 3:41    |  |
| 28.                           | "Dust Giants"                | 4:28    |  |
| 29.                           | "Ishtar Sink"                | 4:43    |  |
| 30.                           | "The World's Grave"          | 5:36    |  |
| 31.                           | "Exclusion Zone"             | 3:48    |  |
| 32.                           | "The Stranger"               | 1:11    |  |
| 33.                           | "Temple of Crota"            | 5:17    |  |
| 34.                           | "Eye of the Gate Lord"       | 4:02    |  |
| 35.                           | "The Hive"                   | 5:47    |  |
| 36.                           | "The Collective"             | 4:11    |  |
| 37.                           | "End of the Line"            | 3:32    |  |
| 38.                           | "The Vex"                    | 5:13    |  |
| 39.                           | "Siege Dancers"              | 3:17    |  |
| 40.                           | "Chronologies"               | 3:33    |  |
| 41.                           | "Passage"                    | 3:22    |  |
| 42.                           | "Excerpt 2 from the Rose"    | 2:47    |  |
| 43.                           | "Excerpt from the Union"     | 1:45    |  |
| 44.                           | "All Ends Are Beginnings"    | 1:34    |  |
| Duração total:                | Duração total:               | 2:18:48 |  |

## Lançamento

Conteúdo da “Ghost Edition”.

Destiny foi editado mundialmente para PlayStation 3, PlayStation 4, Xbox One e Xbox 360 a 9 de Setembro de 2014. A Sony Japão anunciou para aquele território um pacote especial que incluia uma cópia do jogo e uma PlayStation 4 de cor branca com o logótipo oficial de Destiny. Em Junho, durante a Electronic Entertainment Expo 2014,  foi confirmado um outro pacote especial que estaria disponível para a América do Norte, América Latina e Europa. Incluia, para além do jogo, uma PlayStation 4 branca (“Glacier White”), um comando DualShock 4 branco e 30 dias gratuitos no serviço PlayStation Plus.
A Sony criou uma parceria com a Bungie por forma a trazer temporariamente conteúdo exclusivo para as consolas PlayStation. O conteúdo inclui um mapa, uma missão cooperativa e várias armas, armaduras e naves para as várias classes do jogo. A 4 de Setembro de 2014, a Sony Computer Entertainment anunciou e mostrou um vídeo sobre uma missão temporariamente exclusiva para a PlayStation 4, a ‘Dust Palace Strike’. No mesmo dia foi dito que aqueles que compraram as versões digitais para PlayStation 3 ou Xbox 360 podiam descarregar as respectivas versões da nova geração sem custos adicionais, uma oferta disponível até 15 de Janeiro de 2015. A Activision revelou que conteúdo exclusivo estava disponível para aqueles que pré-reservaram o jogo Call of Duty: Advanced Warfare.
Em Julho de 2014 foram reveladas as Edições Especiais de Destiny: a “Ghost Edition”, a “Limited Edition” e a “Digital Guardian Edition”. A “Ghost Edition” inclui uma caixa de metal com uma cópia do disco do jogo, um manual com notas "escritas à mão",  mapa das estrelas estilo antigo, um portefólio Guardian, 4 cartões postais da Idade de Ouro, um passe para a Expansão de Destiny (válido para a Expansão I e II), conteúdos Digitais da Edição de Coleccionador (uma skin Ghost, um emblema e uma skin para uma nave) e uma réplica em tamanho real do robô Ghost, completa com luzes e alguns dos diálogos usados no jogo por Peter Dinklage. A “Limited Edition” tem os mesmos conteúdos da “Ghost Edition”, excepto a réplica do robô Ghost. A “Digital Guardian Edition”, contém alguns bónus para usar em jogo, as duas expansões e os conteúdos digitais da “Ghost Edition”. As versões PlayStation têm conteúdos adicionais temporariamente exclusivos para as Expansões I e II.
| Conteúdos                 | Padrão | "Ghost Edition" | "Limited Edition" | "Digital Guardian Edition" |
| ------------------------- | ------ | --------------- | ----------------- | -------------------------- |
| Cópia do jogo             | Sim    | Sim             | Sim               | Sim                        |
| Caixa de aço              | Não    | Sim             | Sim               | Não                        |
| Manual de campo           | Não    | Sim             | Sim               | Não                        |
| Mapa de estrelas          | Não    | Sim             | Sim               | Não                        |
| Portefólio do Guardião    | Não    | Sim             | Sim               | Não                        |
| 4 Postais da Era Dourada  | Não    | Sim             | Sim               | Não                        |
| Passe de Expansão Destiny | Não    | Sim             | Sim               | Sim                        |
| Conteúdo digital          | Não    | Sim             | Sim               | Sim                        |
| Bónus de pré-reserva      | Não    | Não             | Não               | Sim                        |
| Robô Ghost                | Não    | Sim             | Não               | Não                        |

### Marketing
Tanto os jogadores como muitos jornalistas da especialidade fizeram notar que o anúncio de Destiny criou uma antecipação significativa na indústria dos videojogos, isto por ser a nova propriedade intelectual (PI) da Bungie, a empresa criadora da popular série de videojogos Halo. O CEO da Activision Blizzard, Bobby Kotick, afirmou que espera que Destiny seja "a nova PI de videojogos mais vendida de sempre". Uns dias antes do lançamento oficial do jogo, a Activision lançou o Destiny Planet View, um site construído com a tecnologia usada pelo Google Street View e que permite ao visitante explorar os mundos do jogo incluindo três locais na Terra, a Lua, Marte e Vénus. A 4 de Setembro foi revelado o vídeo "Become Legend", realizado por Joseph Kosinski, director dos filmes Oblivion e Tron: Legacy. Com cerca de dois minutos, e utilizando a canção "Immigrant Song" da banda Led Zeppelin, o vídeo mostra uma equipa de Guardiões a viajar pelo Sistema Solar. Uma versão de 90s foi estreada no mesmo dia no canal NBC durante o jogo que marcou a abertura da época da National Football League.
A 19 de Novembro de 2014 a Activision disponibilizou uma versão de demonstração para todas as plataformas.

## Recepção

### Recepção crítica
A Bungie publicou no seu site oficial um aviso a dizer que as análises que forem publicadas no dia do lançamento de Destiny não serão representativas da verdadeira experiência do jogo. No sentido de dar uma avaliação adequada, Destiny deverá ser apenas pontuado quando os seus aspectos sociais estiverem operacionais e povoados com "milhares de jogadores".
Destiny teve uma recepção muito variada por parte dos críticos, obtendo nos sites de críticas agregadas GameRankings e Metacritic uma média de 76.83% e 76/100 para a versão PlayStation 4 e de 78.55% e 75/100 para a versão Xbox One. Uma das maiores razões do desapontamento foi que as missões têm uma estrutura muito repetitiva. Foi consensual que a banda sonora e o som são dos pontos mais fortes do jogo, e referido também que os gráficos e os mundos de Destiny são bonitos mas com falta de personalidade e com uma história vaga e pobre para lhes poder dar vida. A jogabilidade e o modo como o personagem do jogador evolui foi elogiada apesar de alguns referirem que as três classes disponíveis são muito similares. Entretanto, a falta de elementos de exploração e sociais também foi motivo de desilusão visto que as análises esperavam uma experiência mais rica em MMO e de mundo aberto do que aquela oferecida.
A estrutura repetitiva das missões e a história do jogo foram uma das principais críticas por parte dos analistas, mesmo aqueles que deram boas pontuações a Destiny. Steve Hannley da revista Hardcore Gamer refere que as missões são "jogadores a infiltrar-se numa área, e lutar contra ondas e ondas de inimigos. Apesar das missões ocorrerem predominantemente em enormes planetas, estas estão contidas numa única e pequena aérea e frequentemente nos mesmos sítios. Para um jogo que gira em torno do nosso sistema solar, é decepcionante sentirmo-nos tão apertados", concluindo que para alguns jogadores poderá ser agradável, mas cansativo para outros. Josh Harmon da Electronic Gaming Monthly diz que as áreas seguem o mesmo padrão básico, em que "você luta através de salas de inimigos para chegar a um objectivo, ou então defendê-la contra onda após onda de inimigos. É tudo muito repetitivo, e as pequenas variações no desenho dos inimigo fazem pouco para mudar a sensação de que você está basicamente a repetir a mesma troca de tiros. Arthur Gies e Philip Kollar fizeram uma análise conjunta para o Polygon, com o primeiro a dizer que "o ambiente do jogo sente-se pequeno, e jogar só as missões de campanha, irás ver as mesmas partes várias vezes. Irás gastar literalmente horas a ir ao mesmo sitio, a disparar contra as mesmas multidões" e o segundo a referir que a o enredo "foi feito à pressa e parece nunca ir a lado nenhum" e a repetição das missões é porque a "Bungie espera que os jogadores repitam as missões vezes sem conta pela mera chance de um pequeno melhoramento". Kevin VanOrd da GameSpot tem a mesma opinião, para além de dizer que as "missões são repetitivas e contêm encontros repetitivos" e que tem "uma história abismal que faz você andar a procurar e a desbloquear elementos básicos de enredo", acrescenta ainda que Destiny prefere "contar a mesma história várias vezes, na esperança de te transmitir o ritmo do faz-e-repete para a possibilidade de se conseguir obter um melhor saque." Para o IGN Portugal, Anibal Gonçalves diz que a história de Destiny se revelou "uma folha em branco [...] inevitável não ficarmos desiludidos, o arco nunca se fecha, o antagonista nunca é claro, e as figuras com quem interagimos são vazias de contexto" e que o jogo fica "previsível ao fim de algumas missões". Richard Mitchell do Joystiq refere-se à estrutura das missões como um círculo repetitivo: "cidade, masmorra, saque". Mitchell diz que se o jogador não se "importar de disparar com amigos contra coisas, mesmo apesar da história coxa, irá apreciar o seu tempo em Destiny". Pedro Santos ao escrever para o Videogamer conclui que o jogo tem uma história "incrivelmente básica e desapontante e a natureza repetitiva das suas missões impedem que a obra se possa afirmar como algo verdadeiramente brilhante." Jorge Loureiro do Eurogamer Portugal escreveu que o "único ponto de desilusão é a história, que tinha as fundações necessárias para ser melhor, todavia, perde rapidamente o interesse e nem a voz de Peter Dinklage serviu de salvação." David Houghton da Gamesradar diz que o enredo de Destiny é "no seu melhor, um esboço vago" e Kirk Hamilton do Kotaku diz que em relação à história o jogador "tem a tarefa de andar a disparar contra um monte de alienígenas para ajudar o mundo... ou salvar... bem nunca é muito claro o que andamos realmente a fazer. Disparas contra coisas. É basicamente o que fazes." Na sua análise Zero Punctuation de Destiny, Ben "Yahtzee" Croshaw descreveu a experiência de jogar Destiny como "agressivamente aborrecida", referindo as missões repetitivas, a fraca prestação de Peter Dinklage como Ghost, a falta de variedade de inimigos, a história confusa, comparando com o enredo da série Halo como "sem vida e complicada."
Tendo em conta a experiência da Bungie, foi no geral consensual que as mecânicas da jogabilidade e a componente competitiva de Destiny são um dos pontos fortes do jogo. VanOrd elogiou os modos competitivos multijogador e os seus mapas, fazendo notar a experiência adquirida da Bungie na série Halo referindo que a jogabilidade é "um deleite" com um modo de disparo confiante ajudado por uma frame-rate "imaculada". Jorge Loureiro escreveu que experiência da Bungie nos FPS é vasta e como tal, Destiny, em termos de mecânicas associadas ao género e sensação de disparar as armas, está extremamente polido e jogabilidade "afinada ao máximo" A mesma opinião tem também Pedro Santos ao dizer que "a jogabilidade é extremamente competente e fluída, permitindo que o jogador nunca se sinta aborrecido nos momentos em que acção se torna mais intensa." Brandon Jones do GameTrailers elogiou muito os vários modos competitivos e a sinergia existente nas opções PvP e PvE do jogo, porque "Destiny é melhor se jogado com amigos". No entanto refere também que o conteúdo disponível nesta fase inicial não é suficiente para satisfazer os fãs do género shooter. Geoffrey Tim da Lazygamer concorda que para ele o melhor e o mais divertido de Destiny são as missões PvE, porque podem ser jogadas com outras pessoas dispensando quaisquer pretensões sobre a história. Também é de acordo que "onde interessa, Destiny está perto do excelente. As mecânicas base de disparo e as habilidade mágicas de cada classe trabalham muito bem. Tal como seria de esperar do pedigree da Bungie." Stefan L. para o TheSixthAxis diz que o melhor de Destiny são os modos cooperativos e que a componente competitiva é "bem equilibrada, rápida e furiosa."
A banda sonora e os gráficos foram alvo de muitos elogios pelos críticos, apesar de muitos considerarem que apesar do jogo ser bonito os mundos deste sentem-se vazios. Houghto diz que Destiny tem um mundo "bonito e lindamente realizado". Chris Schilling da Computer and Video Games refere a "apresentação imaculada", notando-se uma produção "polida e generosa que se sente dispendiosa" apesar do mundo se sentir vazio se o jogador não tiver amigos para jogar. Vince Ingenito do IGN afirmou que os visuais são "deslumbrantes" e "evocativos". Philip Kollar comentou que a Bungie "construiu uma série de mundos belíssimos e cheios de detalhe" mas que o próprio jogo "tem medo" de mostrar aos jogadores e oferece apenas os mesmos espaços genéricos vezes sem conta. O jogo grita "grande orçamento" quando vemos as versões dos planetas de Destiny, diz Kevin VanOrd, "destinados a ser cobiçados e apreciados" mas que no entanto são "locais estéreis, mais como screensavers impressionantes do que domínios dinâmicos" e que o jogo usa uma estratégia de "ver mas não tocar" apesar dos gráficos inspiradores. Jim Sterling tem a mesma opinião ao escrever para o The Escapist, "Destiny é um jogo muito bonito [...] Ambientes são enormes e coloridos, mas também bastante estéril e cheio de vastas extensões de nada. Apesar das quatro raças e dos vários planetas distintos, o estilo visual é tão derivativo e sem graça que se esforça para evocar qualquer emoção em mim." Matt Miller da Game Informer diz que o jogo tem "arte de ficção científica de tirar o fôlego suportada por uma poderosa perícia técnica" com uma "das melhores bandas sonoras em anos, memorável e excitante de uma maneira que poucas bandas sonoras de jogos conseguem fazer" e Steve Hannley da Hardcore Gamer a dizer que tem "uma das melhores bandas sonoras num videojogo."

### Vendas
Dois dias depois de Destiny ser editado, a Activision revelou que foi o lançamento mais bem sucedido de sempre para uma nova propriedade intelectual de videojogos, isto porque o jogo vendeu mais de $500 milhões de dólares respeitante às cópias que foram vendidas às lojas de retalho e em que $325 milhões dizem respeito às unidades vendidas ao consumidor. De acordo com a empresa, Destiny teve também o maior número de vendas de sempre em formato digital durante o primeiro dia. Segundo os dados da Chart-Track, Destiny é o maior lançamento de sempre de uma nova propriedade intelectual no Reino Unido, roubando o título que pertencia desde Maio de 2014 a Watch Dogs da Ubisoft. A 4 de Novembro de 2014 o CEO da Activision Publishing, Eric Hirshberg, revelou que o jogo tem 9.5 milhões de jogadores registados. Esse número foi actualizado para 16 milhões em Janeiro de 2015. A 17 de Setembro de 2014, já tinha havido na América do Norte mais de 11 milhões de sessões em Destiny. Em Janeiro de 2015, a empresa NPD Group revelou que Destiny foi o terceiro jogo mais vendido em 2014 nos Estados Unidos, Também em 2014 na PlayStation Store, a versão PS4 de Destiny, foi o jogo mais vendido nos Estados Unidos e o sétimo mais vendido na Europa. No Japão, onde é exclusivo para as plataformas PlayStation, o jogo vendeu 140,780 cópias durante a primeira semana.
Em Maio de 2015 a Activision revelou que mais de 20 milhões de pessoas já tinham jogado Destiny, e que juntamente com outro título da sua subsidiária Blizzard Entertainment, Hearthstone: Heroes of Warcraft, gerou quase um bilião de dólares para a companhia.

### Prémios
Para os BAFTA de 2015, Destiny ganhou o prémio de "Melhor Jogo", para além de ter sido nomeado para “Melhor Design”, "Melhor Multijogador" e “Melhor Jogo de Mundo Persistente”.

## Sequência
Foi revelado que a Bungie e a Activision estão a produzir o próximo jogo completo da série Destiny. Como confirmado por Eric Hirshberg, diretor executivo da Activision Publishing: “Os jogadores já estão a pedir novo conteúdo”. Também comentou Hirshberg: “O trabalho em futuros pacotes de expansão já começou, tal como em nosso próximo jogo completo. Estamos muito satisfeitos com o lançamento e contínuo empenho, e vamos atualizar o nosso progresso em chamadas futuras." A Bungie confirmou a 11 de fevereiro de 2016 que seria lançada uma sequela para Destiny em 2017. Durante fevereiro e março de 2017, surgiram rumores sobre sua sequência com um pôster vazado, dizendo que seu lançamento seria em setembro e que também teria uma Beta.
Finalmente, em 27 de março, a Bungie anunciou oficialmente a data de lançamento de Destiny 2. Também foi lançado um pequeno teaser com o vanguarda de caçadores, Cayde-6. Três dias depois, em 30 de março, foi revelado o primeiro trailer mostrando mais da história da sequência, com a raça dos Cabais e seu líder Ghaul destruindo a área social dos guardiões, a Torre e a cidade.